# Mistrzostwa Europy w Zapasach 1981
36. Mistrzostwa Europy w zapasach odbywały się w stylu klasycznym  od 8 do 11 kwietnia w Göteborgu a w stylu wolnym pomiędzy 23 a 26 kwietnia w Łodzi.

## Styl klasyczny

### Medaliści
| Konkurencja | Złoto               | Srebro              | Brąz             |
| ----------- | ------------------- | ------------------- | ---------------- |
| -48 kg      | Totjo Andonow       | Wiktor Sawczuk      | Salih Bora       |
| -52 kg      | Benur Paszajan      | Lajos Rácz          | Lubomir Cekow    |
| -57 kg      | Pasquale Passarelli | Benni Ljungbeck     | Piotr Michalik   |
| -62 kg      | Ryszard Świerad     | Panajot Kirow       | Fargat Mustafin  |
| -68 kg      | Ștefan Rusu         | Erich Klaus         | Tapio Sipilä     |
| -74 kg      | Ferenc Kocsis       | Władimir Gałkin     | Andrzej Supron   |
| -82 kg      | Giennadij Korban    | Jan Dołgowicz       | Paweł Pawłow     |
| -90 kg      | Frank Andersson     | Aleksandr Dubrowski | Jeorjos Pozidis  |
| -100 kg     | Nikołaj Ińkow       | Andrej Dimitrow     | Christer Gulldén |
| +100 kg     | Rangeł Gerowski     | Jewgienij Artiuchin | Henryk Tomanek   |

### Tabela medalowa
| Lp. | Państwo   | Złoto | Srebro | Brąz |
| --- | --------- | ----- | ------ | ---- |
| 1   | ZSRR      | 3     | 4      | 1    |
| 2   | Bułgaria  | 2     | 2      | 2    |
| 3   | Polska    | 1     | 1      | 3    |
| 4   | Szwecja   | 1     | 1      | 1    |
| 5   | Węgry     | 1     | 1      | 0    |
|     | RFN       | 1     | 1      | 0    |
| 7   | Rumunia   | 1     | 0      | 0    |
| 8   | Finlandia | 0     | 0      | 1    |
|     | Turcja    | 0     | 0      | 1    |
|     | Grecja    | 0     | 0      | 1    |

## Styl wolny

### Medaliści
| Konkurencja | Złoto               | Srebro             | Brąz              |
| ----------- | ------------------- | ------------------ | ----------------- |
| -48 kg      | Ali Mechmedow       | Claudio Pollio     | Roman Dmitrijew   |
| -52 kg      | Hartmut Reich       | Lajos Szabó        | Walentin Jordanow |
| -57 kg      | Stefan Iwanow       | Bernd Bobrich      | Andriej Jarcew    |
| -62 kg      | Buzaj Ibragimow     | Marian Skubacz     | Simeon Szterew    |
| -68 kg      | Micho Dukow         | Michaił Characzura | Eberhard Probst   |
| -74 kg      | Elbrus Korojew      | Walentin Rajczew   | Martin Knosp      |
| -82 kg      | Gieorgij Kałojew    | Efraim Kamberow    | Peter Syring      |
| -90 kg      | Uwe Neupert         | Gheorghe Broșteanu | Władimir Batnia   |
| -100 kg     | Magomied Magomiedow | Tomasz Busse       | Roland Gehrke     |
| +100 kg     | Sałman Chasimikow   | József Balla       | Adam Sandurski    |

### Tabela medalowa
| Lp. | Państwo  | Złoto | Srebro | Brąz |
| --- | -------- | ----- | ------ | ---- |
| 1   | ZSRR     | 5     | 1      | 3    |
| 2   | Bułgaria | 3     | 2      | 2    |
| 3   | NRD      | 2     | 1      | 3    |
| 4   | Polska   | 0     | 2      | 1    |
| 5   | Węgry    | 0     | 2      | 0    |
| 6   | Rumunia  | 0     | 1      | 0    |
|     | Włochy   | 0     | 1      | 0    |
| 8   | RFN      | 0     | 0      | 1    |